# Syngnathus taenionotus
Syngnathus taenionotus (лат.) — вид лучепёрых рыб семейства игловых, распространённый в северо-западной части Адриатического моря. 
Длина тела до 19 см. Окраска тела варьирует от зелёного до коричневого цвета, часто с более или менее непрерывной тёмной полосой по бокам. Обитает на дне солёных или солоноватых водоёмов. Встречается большей частью среди детрита или в зарослях растений на ракушечно-илистом грунте. Яйцеживородящая рыба. Самец вынашивает яйца в выводковой сумке, которая находится под хвостом.